# ホセイン・シャリーアトマダーリー

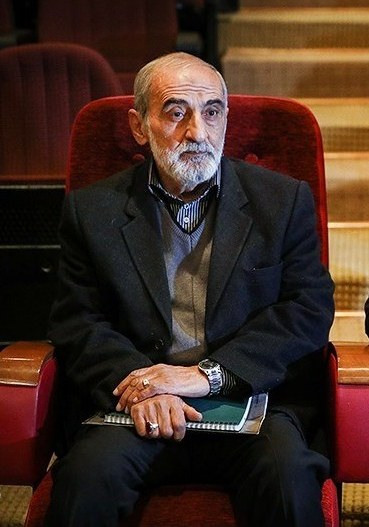
Hossein Shariatmadari in Radio and Television University On the occasion of Student Day

ホセイン・シャリーアトマダーリー（ペルシア語: حسین شریعتمداری、Hossein Shariatmadari）は、イランの保守系紙ケイハーンの編集長。
マフムード・アフマディーネジャード・イラン大統領の強固な支持者であるシャリーアトマダーリーは、「イラン最高指導者アリー・ハーメネイー師の最側近」と評されており、イラン情報機関とも「つながり」があると米国紙に指摘されている。2009年2月12日、シャリーアトマダーリーは、モハンマド・ハータミー前大統領が、再度大統領選に出馬すればパキスタンのベーナズィール・ブットー元首相同様、暗殺されると示唆する問題記事を執筆した。
2009年大統領選の混乱と数週間に渡る抗議行動を受け、シャリーアトマダーリーはケイハーン紙社説で、大統領選に敗れたミールホセイン・ムーサヴィー候補が、「罪のない国民を殺害し、暴動を起こし、外国人と協力し、国内で米国の第五列として活動したことに対する罰を逃れようとしている」として、ムーサヴィーとモハンマド・ハータミー前大統領を「重罪と国家反逆罪」により法廷で裁くべきだと主張した。

## 論争
シャリーアトマダーリーはイラン刑務所における拷問などの暴力を用いた尋問で主要な役割を果たしたと批判されている。シャリーアトマダーリーは、ケイハーン紙編集長として、数回に渡る論争に関与してきた。一例をあげると、史上初めて無効申し立てを受けた2009年の大統領選のさなかにシャリーアトマダーリーは、アーヤトッラー・モハンマド・ハータミー前大統領が再度当選すれば、パキスタンのベーナズィール・ブットー元首相と同様の運命にさらされる危険を犯すことになると表明した。シャリーアトマダーリーは選挙後、ミールホセイン・ムーサヴィー候補は、米国の第五列であり多くの死者を出したとして民主化運動（いわゆる「グリーン革命」）と併せて批判した。
さらにニコラ・サルコジ前フランス大統領夫人のカーラ・ブルーニもケイハーン紙記事の標的になった。ブルーニは、2007年、姦通罪で死刑判決を受けたサキーネ・モハンマディー・アシュティヤーニーを擁護したとして「イタリアの売春婦」と酷評された。さらに、シャリーアトマダーリー編集長は2012年4月17日、イランはウラン濃縮を99％まで進める権利があるとする社説を発表した。